# Meszna (dopływ Ścinawy Niemodlińskiej)
Meszna – potok na ziemi prudnickiej, w południowo-zachodniej Polsce, w województwie opolskim, powiatach prudnickim i nyskim, gminach Prudnik i Korfantów, długości 8,23 km. Dopływ Ścinawy Niemodlińskiej.
Nad Meszną, w okolicy Rudziczki, usytuowane jest grodzisko stożkowate. Obecna nazwa potoku została administracyjnie zatwierdzona 1 czerwca 1951.

## Przebieg
Źródła potoku znajdują się we Włóknach. Przepływa przez wieś Rudziczka, następnie w pobliżu Zimnych Kątów i Gajówki. Płynie pograniczem powiatów prudnickiego i nyskiego. Od wschodu opływa grunty wsi Piorunkowice. Pomiędzy Ścinawą Małą i Ścinawą Nyską wpływa do rzeki Ścinawa Niemodlińska.